# Yvan Martin
Yvan Martin (Palaiseau, 20 januari 1973) is een voormalig Frans wielrenner. Hij kwam in het verleden uit voor Festina-Lotus en Cofidis.
Hij won geen professionele koersen.

## Resultaten in voornaamste wedstrijden
| Jaar | Ronde van Italië | Ronde van Frankrijk | Ronde van Spanje |
| ---- | ---------------- | ------------------- | ---------------- |
| 1995 |                  |                     |                  |
| 1996 |                  |                     | opgave           |

| Jaar | Gent-Wevelgem | Ronde van Vlaanderen |
| ---- | ------------- | -------------------- |
| 1995 | 91e           | 77e                  |
| 1996 |               |                      |